# Казанская демонстрация
Казанская демонстрация — первая в истории Российской империи крупная оппозиционная политическая демонстрация, прошедшая 6 (18) декабря 1876 года на Казанской площади в Санкт-Петербурге. Была организована народническими организациями с привлечением рабочих — членов кружков.
Разочарование в «хождении в народ» середины 1870-х годов вызвало в народнической среде стремление к поиску новых форм борьбы. Пропаганда все больше переносилась из деревни в город, множились рабочие кружки. Между революционерами, боровшихся за влияние среди рабочих, — «лавристами», «бунтарями», «якобинцами» — шли острые дискуссии. В 1876 году сформировалась организация революционеров, получившее впоследствии название «Земля и воля», а также объединение рабочих, ставшее позже «Северным рабочим союзом».
По воспоминаниям Г. В. Плеханова, демонстрация была организована по инициативе рабочих, к которым присоединилась интеллигенция. Однако, другие участники (например, В. Н. Фигнер) вспоминают, что демонстрация была устроена землевольцами с мыслью собрать возможно большее число фабричных рабочих.
5 декабря потенциальные участники демонстрации были извещены о месте сбора — Казанском соборе. При этом некоторых приглашали на панихиду по политическим заключённым, погибшим в тюрьмах, других — по убиенным сербским добровольцам.
6 декабря участники демонстрации встретились в Казанском соборе, где проходила служба в честь дня святителя Николая. Вопреки ожиданиям организаторов, рабочих пришло немного, а большую часть собравшихся составляли студенты и интеллигенция. Выйдя из собора в первом часу дня демонстранты собрались на Казанской площади, где Г. В. Плеханов, один из основателей «Земли и воли», в то время — студент Горного института, произнес краткую речь, а молодой рабочий Яков Потапов поднял красное знамя с надписью «Земля и воля».
Попытки полиции прекратить митинг встретили отпор демонстрантов. Началась драка. Полиция вынуждена была отступить, пока не подоспело подкрепление из городовых и дворников. Демонстранты разбежались, и большинству организаторов удалось скрыться неузнанными.
Полиция и подоспевшие добровольцы из толпы принялись хватать и бить случайных людей, ориентируясь на их внешний вид — студенческие пледы и курсистские шапочки.
По данным полиции, в демонстрации приняло участие около 150 человек. 11 женщин и 20 мужчин были задержаны, в том числе 16-летний Яков Потапов.
Участники называли бо́льшие цифры. Как писал О. В. Аптекман, количество только рабочих-демонстрантов, составляло 200—250 человек, а они были в меньшинстве.
Среди революционеров акция получила различную оценку. Одни обращали внимание на малое участие рабочих и считали акцию неудачной. С другой стороны, это была первая массовая политическая демонстрация с участием рабочих.
Суд над задержанными демонстрантами проходил в особом присутствии Сената с 18 по 25 января 1877 года. К суду был привлечен 21 обвиняемый, из которых только А. П. Емельянов, проходивший в суде под фамилией Боголюбов, был членом центрального землевольческого кружка. Остальные лидеры движения в этот раз избежали наказания. 
Обвинение квалифицировало действия оппозиционных активистов на площади Казанского собора как бунт против власти императора (ст. 252 «Уложения о наказаниях»). Другим обвинением была ст. 269 «Уложения» «оказание явного, соединенного с насилием, сопротивление служителям местной полиции» и «преступное противодействие властям законным». Адвокаты же указывали, что действия демонстрантов нельзя квалифицировать как бунт, а за оказание сопротивления полицейским «при многочисленном скоплении народа» предусмотрено наказание лишь в виде штрафа или трехмесячного ареста. 
Трое подсудимых (В. С. Надеждин, В. Я. Иванов и А. И. Морошкин) были оправданы. Остальные были приговорены к различным срокам каторги и ссылке в Сибирь. По ходатайству суда часть приговоров царским повелением была смягчена. В результате Боголюбов, А. Н. Бибергаль и М. М. Чернавский получили 15 лет каторги, Е. К. Бочаров — 10 лет, И. А. Гервасий, Ф. Шефтель, Я. Е. Гурович, Г. И. Громов, И. Р. Попов, Н. Я. Фалин, С. Л. Геллер, Л. В. Николаевская и С. А. Иванова были сосланы на поселение в Сибирь, В. К. Ильяшенко была водворена в дом родителей под надзор полиции, а трое рабочих — В. Т. Тимофеев, М. Г. Григорьев и Я. С. Потапов — получили менее суровое наказание: ссылку в монастырь на 5 лет.